# Dešná (okres Jindřichův Hradec)
Obec Dešná (německy Döschen) se nachází v okrese Jindřichův Hradec v Jihočeském kraji, na historickém území jihozápadní Moravy. Žije zde 584 obyvatel. Obec s bohatou historií se v současnosti zaměřuje na turistiku, především cykloturistiku a jezdeckou turistiku. Na turistické stezce Hluboká - Schaditz je pro přechod státní hranice s Rakouskem určené místo. V době po plném zapojení České republiky do schengenského prostoru zde vzniklo  přeshraniční propojení Hluboká - Schaditz. Sousedními obcemi sídla jsou Uherčice, Županovice, Staré Hobzí, Písečné, Lubnice, Vratěnín, Bačkovice, Lovčovice, Menhartice, Jemnice, Pálovice a Raabs an der Thaya.

## Název
V roce 1320 je vesnice jmenována jako Deščná, v mladších dokladech se střídají podoby Deštná (či Deštné) a Dešná. Přídavné jméno deščná (tj. ves) znamenalo buď "desková" (pak by byla vesnice pojmenována podle stavebního materiálu, desek) nebo "dešťová" (pak by ves byla nazvána podle potoka bohatého za deště na vodu). Německé jméno vzniklo z českého.

## Historie
Polní názvy (Flurnamen): Weschetluß, Krautacker, Pointen, Zuluß, Breiten, Pflanzsteig, Ranzeracker, Galgenberg, Gartlacker, Lißen, Voracker, Hintausacker, Steinbruch, Hauptilsen, Zutilsen, Pfarrherrliche Breiten, Gieshübel, Bergacker, Lißln, Rohracker, Griesacker, Langacker, Zugab, Hoffeld, Hofacker, Stixen, Stockluss, Paulhurten, Zopanzacker, Brunnader.
Mutzmanns: pomístní jméno, k jehož vzniku se u původního obyvatelstva (před vysídlením) tradovalo, že v těchto místech kdysi stávala ves (dvůr či podsedek) jménem „Mutzmanns” (také „Mützmanns"). Jednalo se o místo, kde se nacházely polní nivy „Rohräcker" (parc. č. 694—850) a „Lißln" (parc. č. 1167–1454), sestávající z polí a lesa. Sídlo Mutzmanns je zmíněno v Lenních knihách od K. Lechnera, uložených v biskupství olomouckém (Copiar I, fol. M II, 1): „In Dejczna (Döschen) et in Stoppans (Zoppanz) et in Oczmans (Mutzmanns), quas comes de Recz tenet, sunt 38 lernet et 30 subsides et 3 molendina et 9 taberne in toto".
Kretzl: tak se říkalo části obce Dešná, kde se měli usídlit čtyři sedláci ze vsi Mutzmanns. Nacházely se zde usedlosti čp. 19 - 22 (číslování z roku 1938).

### Nejstarší historie
Poprvé je Dešná písemně doložena v roce 1320 v soupisu lén a vazalů olomouckého kostela, zřízeném za biskupa Konráda I. První písemná zmínka k farnímu kostelu pochází z roku 1376, kdy měl na místní faře sedět Niklas z Bernartic/Bernartitz, před tím působící v kostele svatého Michala ve Znojmě a písemně zmiňovaný ve vsi Radslavice u Zhoře, kde v roce 1375 zapsal jistému Taldovi a jeho ženě Anně svobodný dvůr s lesy a 7 poddanými. Dvůr se pak přes Theodoricha z Bulíkova a ovdovělou Anežku/Agnes dostal v roce 1380 do majetku slavonického občana. V roce 1446 biskupství propůjčilo lenní vsi Dešnou, Županovice, Ocmanice a Dyjákovice hraběti Michalu z Hardeka, poslednímu potomkovi rodu († 1483).
U příležitosti konsekrace kostela v roce 1494 rozšířil Hynek z Bačkovic a na Polici jeho předky učiněnou donaci oltáři sv. Doroty. V roce 1500 držel Dešnou potomek uherského rodu Georg Hans von Somerein a po něm Paul Stablowsky von Kowalowitz (rod z Horního Slezska), který v roce 1530 prodal půlku vsi se Županovicemi bratrům Ingramu a Wilhelmu z Puchheimu, představitelům a zastáncům dolnorakouské protestantské šlechty, za nichž také došlo kolem roku 1567 k osazení fary protestantskými duchovními. Pány z Puchheimu vystřídal v roce 1590 další dolnorakouský protestantský šlechtic Hanuš Volfahrt Štrejn ze Švarcenavy/Hans Wolfart Strein von Schwarzenau a jeho nástupce Jiří Štrejn/Georg Strein. Štrejnům patřilo mimo Dešné celé bítovské a vranovské panství, dále získali Uherčice, Nový Hrádek a Nové Syrovice.
V době rekatolizace Štrejnové jako jedna z nejmocnějších šlecht v Podyjí o své majetky přišla a Dešná byla zpočátku jako malé protestantské hnízdo biskupstvím spíše trpěna. Pobělohorský konfiskát Dešnou obdržel darem od olomouckého biskupství v roce 1624 Mathias Mathiaschowsky von Mathiaschowitz, královský dvorní prokurátor na Moravě, který už před tím odkoupil dva konfiskáty Horní Slatinu a Budeč. Rod pocházel z Uher, ale majetky držel i ve Slezsku. V roce 1567 byl povýšen do rytířského stavu. Majetky přešly na jeho syny Adama Jindřicha/Adam Heinrich a Ferdinanda Jiřího/Ferdinand Georg. Dešnou kardinál František z Ditrichštejna v roce 1631 propůjčil dvornímu řediteli Jakubovi z Berchtoldu/Hofkammer Direktor Jakob von Berchtold a o rok později k Dešné přidal i Županovice.
V roce 1652 ves drželi Jakubovi synové František Benedikt, Matyáš Arnošt a Jakub Filip. Se svolením olomouckého biskupa Karla II. z Lichtenštejnu Dešnou a Županovice v roce 1666 prodali svobodnému pánovi Františku ze Schneidau, takže obě vsi připadly k panství Staré Hobzí. V roce 1674 vystřídali svobodného pána ze Schneidau jeho synové Jindřich Burkhart a Antonín Josef. Svobodný pán Jindřich Burkhart ze Schneidau roku 1680 svoji polovinu na Dešné a Županovicích prodal bratrovi Antonínu Josefovi a ten obě vsi roku 1693 odprodal hraběti Františku Berchtoldovi k polickému panství. Po roce 1668 se začalo rozsáhlé telčské děkanství rozdrobovat a v roce 1770 vzniklo děkanství jemnické, kam přešly obce Jemnice, Staré Hobzí, Budeč, Dešná, Vratěnín, Kdousov, Krasonice, Velký Újezd, Nové Sady, Rancířov, Slatina, Budkov, Slavíkovice. Slatinu tehdy spravoval farář z Budče, Vel. Újezd, Budkov a Slavíkovice farář z Kdousova. Farnost Slavíkovice nebyla již obnovena a zůstala přifařena ke Kdousovu.

### Polické panství
Polické panství tvořily obce: Police, Bačkovice, Dědice, Kostníky, Hornice, Kojatice, Lovčovice, Radotice, Dešná a Županovice.
V polovině 19. století žilo v Dešné na 78 usedlostech 370 obyvatel, z toho 174 mužů a 196 žen. Farní kostel Narození svatého Jana Křtitele, fara a škola s obcemi: Bačkovice, Dančovice, Lovčovice, Plačovice, Županovice, dvůr Šimkov s mlýnem a z jemnického panství Menhartice spadaly pod jemnický děkanát. Podle nápisu na zvonu byla místní fara ještě v roce 1567 v majetku katolických farářů, teprve později jim byla protestanty odebrána. Od 5. února 1625 do 8. května 1629 zde působil nekatolický farář Wolfgang Lotter. Ten také pravděpodobně nese zásluhu na zřízení školy (r. 1625) a vedení matrik. Školní budovu farnost vystavěla v roce 1783 a vyučování probíhalo v jedné třídě, od roku 1874 ve dvou třídách (učitel a místní školní rada Johann Scheibrein, uč. Franz Howorka). Židovské děti navštěvovaly školy v Dešné, Bačkovicích a Polici.
Farář Daniel Gangl nechal v roce 1739 na vlastní náklady založit nový a zdí obehnaný hřbitov s kaplí svatého Kříže a třemi oltáři. Požár v roce 1785, při kterém shořela fara a hospodářské budovy, značně poničil také kostel. Na obnovu kostela a celého farního areálu finančně přispěl farář Franz Schildner a vzhledem k tomu, že patronátní právo drželi majitelé polického panství, tak i patron Adam Ignác Berchtold. Kapli svatého Jana Baptisty s jedním oltářem u Menhartic postavila obec za přispění milodarů v roce 1829. Po dalším velkém požáru v roce 1844 obnovovala farnost hospodářské farní budovy a věž kostela, novou věžní báň v roce 1871. Pouť se konala v neděli po svátku Jana Křtitele (24. 6.). Po proběhlé rekatolizaci se na polickém panství nacházelo jen obyvatelstvo katolického a židovského vyznání.

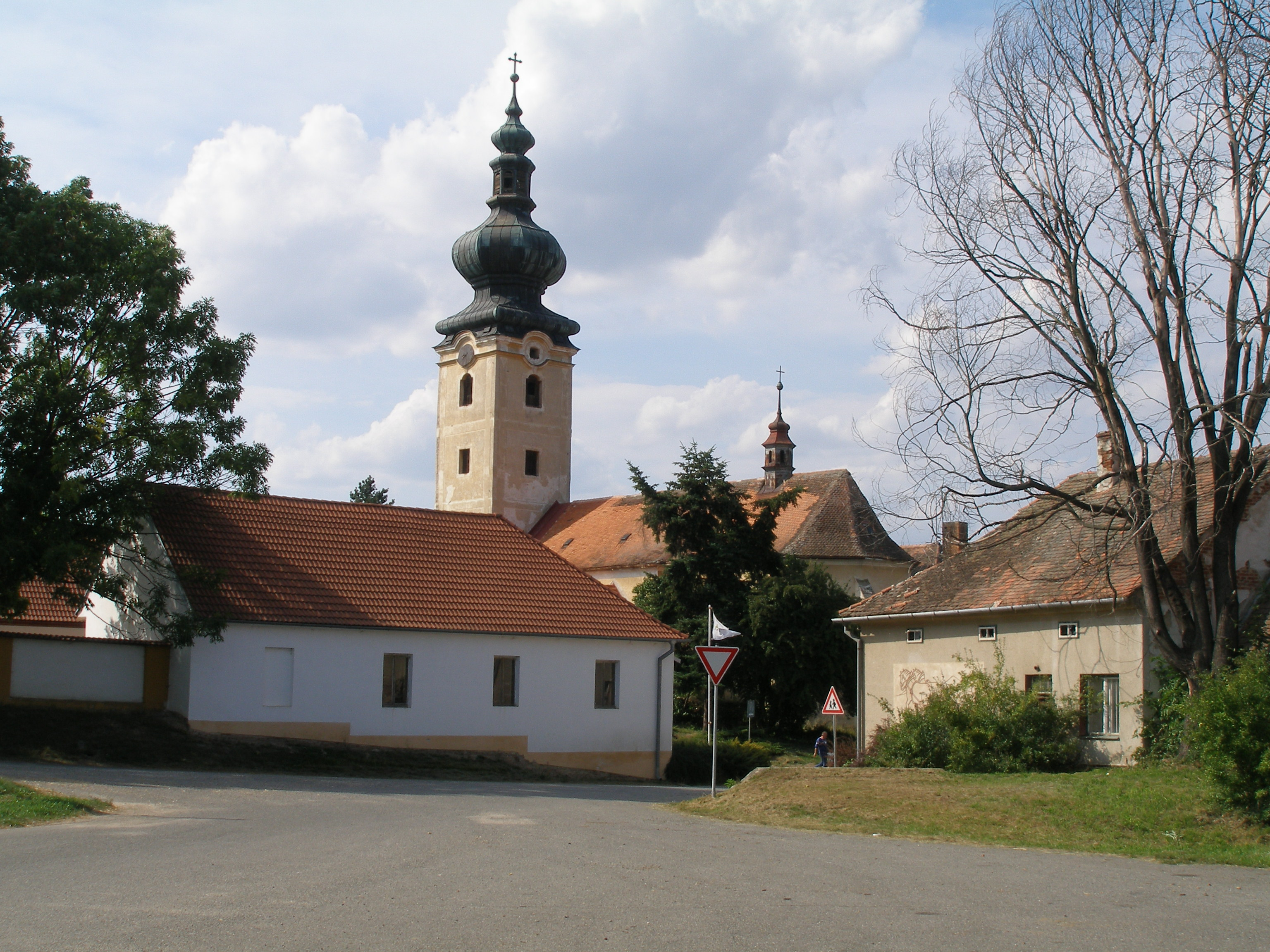
Dešná – pohled na kostel Narození svatého Jana Křitele od severovýchodu

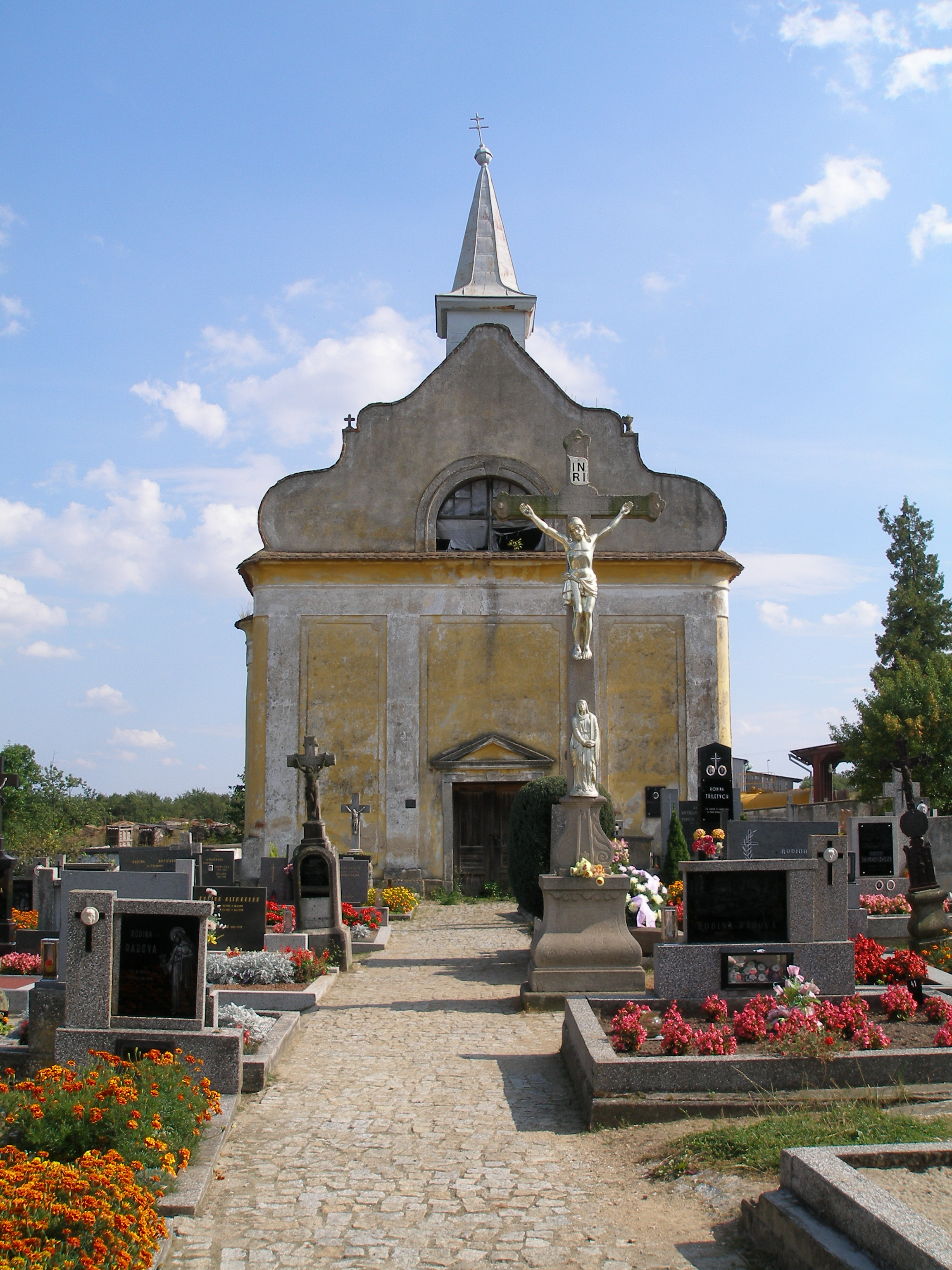
Dešná – kaple sv. Kříže na hřbitově

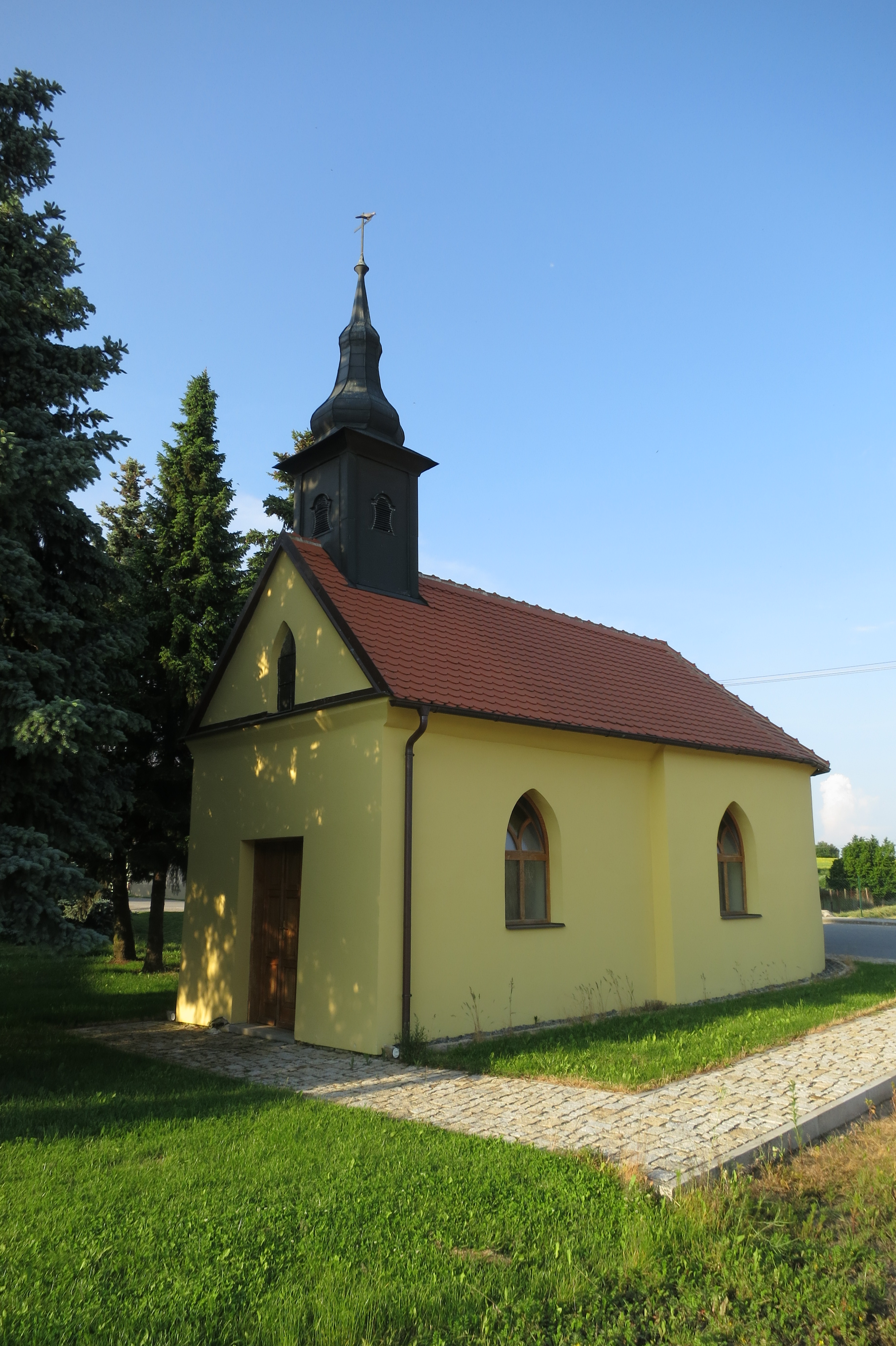
Menhartice – kaple svatého Jana Baptisty z roku 1829

Hospodářský význam měla pro panství obchodní silnice ze Znojma přes Kdousov a Jemnici do kraje Jihlavy. V Polici ordinoval jeden lékař a jedna porodní asistentka. V Dešné se nacházel také chudobinec, financovaný z příspěvků přifařených obcí. V Želetavce se lovili bělice, štiky, kapři a raci. Katolické obyvatelstvo se živilo převážně zemědělstvím a pěstovalo mimo obilí také hrách, čočku, brambory, krmnou řepu a pro domácí potřebu len. Zrovna tak běžné druhy ovoce se objevovaly jen v zahradách při zemědělských usedlostech. Na dvou panských revírech se vysazovaly lesy smíšené, z listnatých stromů hlavně buk a dub, v lesích poddaných převažovala borovice. Židé se věnovali obchodu se střižním zbožím, kůžemi, kožešinami a peněžnictví. V jejich držení se nacházela také vinopalna a potašárna. Ještě v pol. 19. století bylo ve vsi uváděno jedno rytířské sídlo.

### Obec Dešná na přelomu 19. a 20. století
Na základě obecního zákona z roku 1849 spravoval ves Dešnou ve volbách volený obecní výbor, dlouholetým starostou obce a výraznou osobností se stal Anton Scheibrein (vystřídal Franz Stallecker). V letech 1850 - 1855 patřila obec pod politickou správu podkrajského úřadu v Dačicích a v rámci soudní správy pod soudní okres Jemnice. Po zřízení smíšených okresních úřadů s politickou a soudní pravomocí byla obec Dešná v letech 1855 - 1868 podřízena Okresnímu úřadu v Jemnici. V roce 1868 došlo k oddělení veřejné správy a soudnictví, čímž obec přešla pod pravomoc Okresního hejtmanství v Dačicích, kam patřila až do roku 1896. Po vzniku nového Okresního hejtmanství v Moravských Budějovicích, které získalo působnost pro soudní okres Jemnice, připadla obec pod Okresní úřad M. Budějovice.
Do soudního okresu Jemnice spadaly obce: Staré Hobzí/Althart, Dančovice/Dantschowitz, Dešná/Döschen, Vratěnín/Fratting, Lovčovice/Lospitz, Markéta/Margarethen, Modletice/Mudlau, Mešovice/Nespitz, Písečné/Piesling (Marktgem.), Plačovice/Plospitz, Chvalkovice/Qualkowitz, Rancířov/Ranzern, Hluboká/Tiefenbach, Uherčice/Ungarschitz a Županovice/Zoppanz, (Lubnice/Hafnerluden od roku 1896 a Korolupy/Kurlupp od roku 1898). V roce 1908 dosáhli obyvatelé obcí s německou většinou svého požadavku zřízení soudního okresu Slavonice. Dne 1. května 1911 se konala ve Slavonicích ke vzniku soudní správy velká sláva. Nový okres tvořilo 19 obcí tehdejšího soudního okresu Dačice a 7 obcí s německou většinou ze sousedního okresu Jemnice. Na konci 19. století žilo ve farní obci a na hospodářském statku Dešná 356 obyvatel. Nová školní budova s jednou třídou a vyučováním v německém jazyce byla otevřena v roce 1872 (nadučitel Anton Koukal), od roku 1877 dvojtřídní (nadučitel Carl Puhrer z Rancířova) a v roce 1882 byla při obecné škole zřízená společná pracovní škola pro dívky.
Nejbližší poštovní stanice se nacházela ve Vratěníně a Písečném, později v Moravských Budějovicích a od roku 1840 přibyla pošta v Jemnici. V roce 1869 zřídilo c. k. ministerstvo obchodu poštovnu také v Dešné, k poštovnímu obvodu s pěší pochůzkou Dešná-Jemnice spadaly obce Bačkovice s Šimkovým mlýnem, Chvalkovice, Dančovice, Dešná, Menhartice, Plačovice a Bělčovice. V jihozápadním cípu Moravy přepravovaly poštovní dostavníky na krátkých trasách: Slavonice-Písečné, Slavonice-Waidhofen a. d. Th., Písečné-Vratěnín, Vratěnín-Jemnice, Vratěnín-Drosendorf a Vranov-Znojmo. Od 1. listopadu 1887 zavedlo c. k. ministerstvo financí poštovní trasu Jemnice-Dešná-Písečné, které předcházelo vybudování nové silnice Jemnice-Menhartice-Plačovice-Dešná-Rancířov-Hluboká. Stavbu silnice povolil zemský úřad v roce 1883 na základě předloženého projektu v hodnotě 63 085 zlatých. Z Vratěnína a ze Slavonic pak dostavníky směřovaly k železniční Dráze císaře Františka Josefa. Slavnostního otevření železniční dráhy Moravské Budějovice-Jemnice v roce 1896 se zúčastnily německé spolky dobrovolných hasičů z Dešné a Korolup. V roce 1910 přibyla lokální dráha Drosendorf-Retz, která značně vylepšila napojení na město Vídeň. Na přelomu let 1890/91 se dokonce uvažovalo o lokální dráze Groß-Siegharts-Raabs an der Thaya-Vratěnín-Jemnice či Raabs an der Thaya-Grossau-Luden-Dešná-Menhartice-Jemnice.
K založení německé kontribučenské záložny/Contributionsfonds-Vorschusscasse došlo na základě c. k. zákona o zrušení obilních sýpek a zřízení kontribučenských záložen ze dne 15. srpna 1864. V roce 1883 čítala na 49 členů. Z podnětu německého Zemědělského spolku/Landwirtschaftlicher Verein, jehož pobočka se nacházela ve Vranově, Vratěníně a Slavonicích, založili v roce 1901 místní zemědělci družstevní Raiffeisenovu záložnu. Na konci roku 1904 činily členské vklady u Raiffeisenky 13 000 K a u kontribučenské záložny 5 000 K. Oživení společenského života přinesl spolek německých dobrovolných hasičů/Freiwillige Feuerwehr, Německý školský spolek/Deutscher Schulverein a Pěvecký spolek „Frohsinn”/Gesangverein Frohsinn. Lékařskou službu zajišťoval diplomovaný lékař Josef Moshammer (1887). Vinopalnu, řeznictví, obchod a výčep provozoval Moses Wotitzky (následně Sigmund Wotitzky) a obchod se smíšeným zbožím Franz Scheibrein. Hostinec vedla paní M. Raab (r. 1907). Za první světové války padlo devět mužů.

### Německá jižní Morava
Znojemské městské zastupitelstvo se na podpoře poslance Oskara Teufla a nově proklamovaném samostatném státě „Deutsch-Österreich“ (Německé Rakousko) jednomyslně dohodlo na mimořádné schůzi 20. října 1918. Den po té byl ve Vídni v dolnorakouském zemském sněmu vznik státu „Deutsch-Österreich“ také vyhlášen a o týden později v neděli 27. října v deset hodin dopoledne se konala další mimořádná schůze, na které se městské zastupitelstvo se svým okresem k novému státu přihlásilo.
Ve čtvrtek 31. října 1918 se pro „Deutsch-Österreich“ vyslovili ve Slavonicích zástupci německých obcí dačického politického okresu a soudního okresu Jemnice. V neděli 3. listopadu 1918 se shromáždili říšští a zemští poslanci německé jižní Moravy ke krajskému shromáždění ve Znojmě a dohodli se na vytvoření provincie Německá jižní Morava (německy Deutschsüdmähren), kam spadaly také německé obce z okresu Moravské Budějovice: Dančovice, Dešná, Vratěnín, Flandorf, Lubnice, Korolupy, Lovčovice, Mešovice, Plavčovice, Chvalkovice, Rancířov, Hluboká, Uherčice, Bělčovice, Županovice.
Krajským velitelem četnictva (Gendarmerie Deutsch-Südmähren) byl 10. listopadu jmenován četnický rytmistr Petrowitsch, který podléhal zemskému velitelství ve Vídni. Pro větší bezpečnost obyvatelstva zřídilo krajské velitelství nové četnické stanice, mimo jiných také v Dešné, které velel rotmistr Adolf Henschl. Zároveň se ve vsi utvořil oddíl domobrany/Volkswehr. Poštovní a telegrafní úřad v Dešné spadal od 14. listopadu 1918 pod ředitelství pošt a telegrafů ve Vídni. Československé vojsko, konkrétně jindřichohradecký pěší pluk č. 75, obsadilo Písečné a Dešnou 8. prosince 1918. Policejní akce probíhaly na území jihozápadní Moravy až do února 1919 a na zámku ve Starém Hobzí sídlila čsl. vojenská posádka ještě v březnu roku 1920.

### Československá republika
V roce 1930 žilo v 91 popisných číslech 428 obyvatel, převážně německy hovořících. Na dvoutřídní německé škole vyučoval řídící učitel uč. Tom. Bartl a učitel Edmund Strommer. Díky Německému kulturnímu svazu/Deutscher Kulturverband mohla být zřízena i mateřská škola. Na podkladě jazykového zákona a pozemkové reformy se v obci rozvinula česká menšina. Novou sociální vrstvou se stali čeští státní zaměstnanci na poště, četnické stanici, škole, ale i čeští duchovní na faře. Farnost v Dešné nyní spravovalo děkanství na Bítově. V roce 1925 obdrželo české obyvatelstvo novou budovu menšinové školy, kde v jedné třídě vyučoval Josef Svojsík a v druhé byla umístěna česká mateřská škola. Oslava k 30. letům založení dobrovolných hasičů v Dešné spojená s valnou hromadou okresního sdružení 8. znojemského okresu (před vytvořením okresu Slavonice-Jemnice) se konala 6. června 1926. Slavnosti se zúčastnili v hojném počtu němečtí hasiči z 3. Jihlavského okresu a 23. Vranovského okresu (Feuerwehrbezirksverbandes), hlavně ze Slavonic, Starého Hobzí, Písečného a Rancířova, ale dorazilo také družstvo z Raabsu, které přivítal předseda (Bezirksobmann) 8. okresu Svazu dobrovolných hasičů Budischowsky, požární ředitel Gutwillinger (Branddirektor) se členy okresního výboru Svazu dobrovolných hasičů a velitel (Kommandant) dobrovolných hasičů z Dešné Franz Reegen.

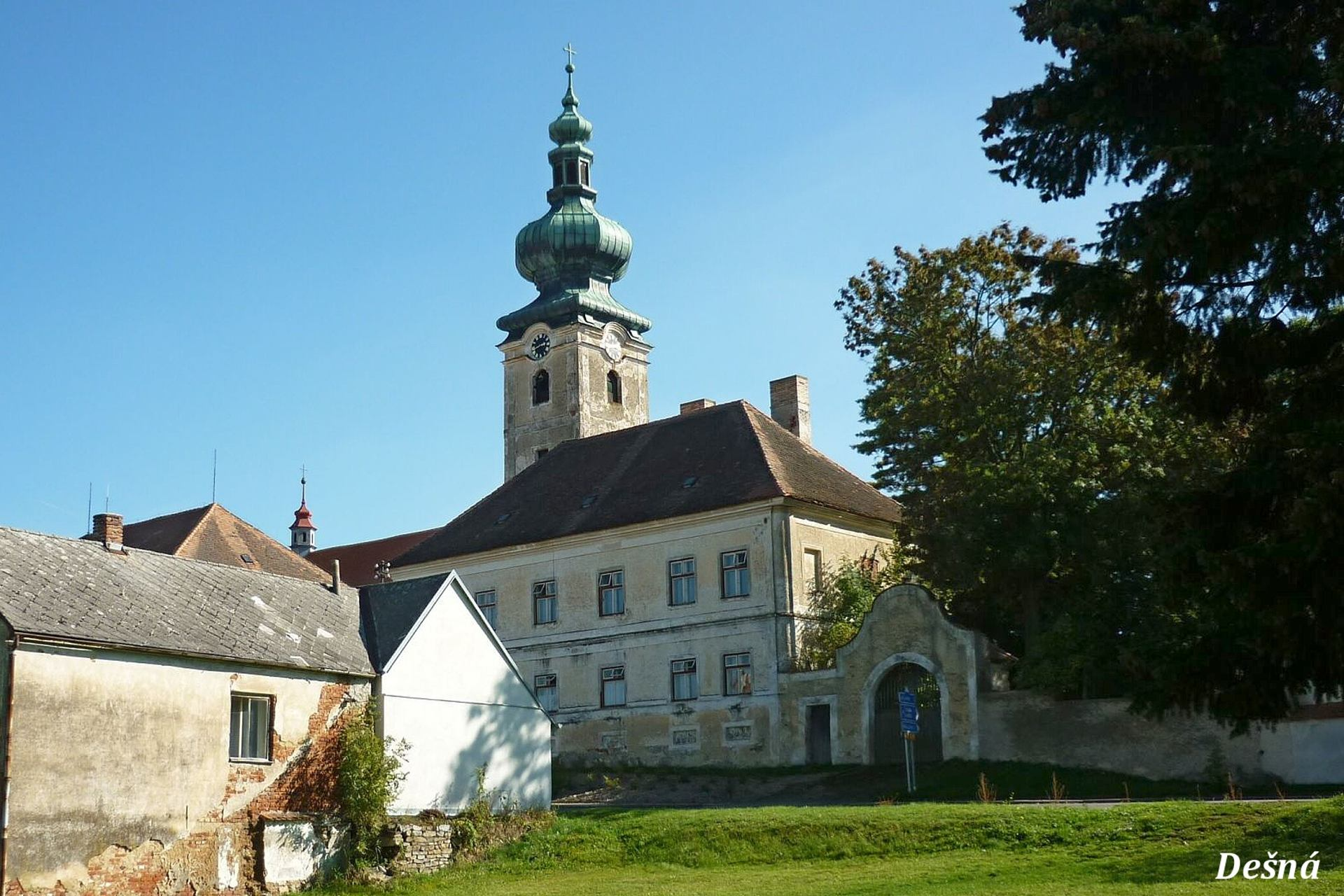
Dešná – Farní budova s kostelem Narození svatého Jana Křtitele

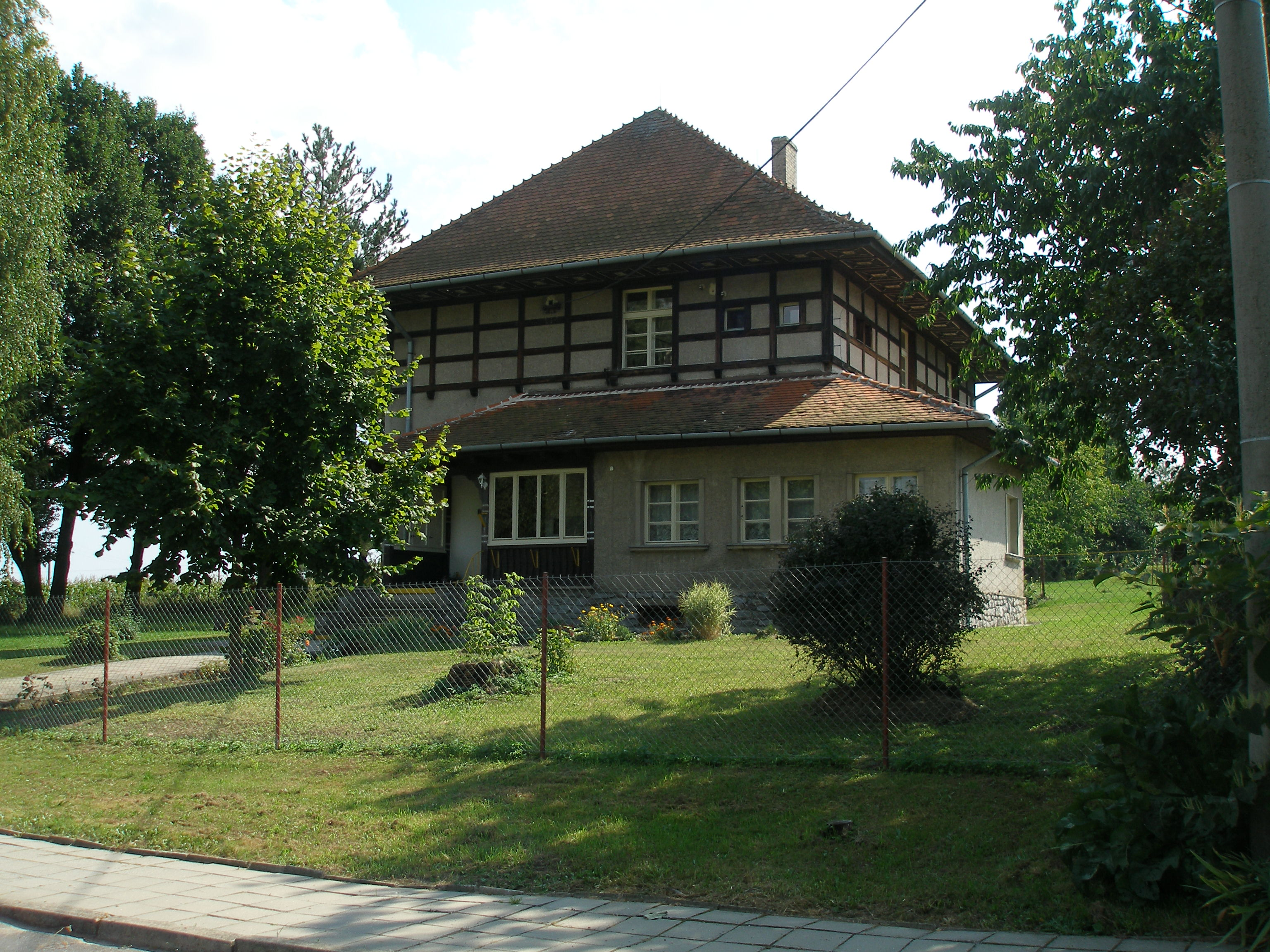
Dešná – budova české menšinové školy z roku 1925, v současnosti sídlo mateřské školy

V roce 1931 proběhlo slavnostní odhalení pomníku padlým hrdinům ve Velké válce. Po větrné smršti v roce 1931 musela být opravena a měděným plechem znovu pokryta helmice kostela. Na celkový výdaj 98 000 Kč přispělo subvencí ministerstvo školství a národní osvěty. Na základě vyhlášky o malém pohraničním styku mezi Rakouskem a Československem z roku 1929, kdy bylo pohraničí rozšířeno do hloubky 15 km, se Dešná dostala do pohraničního pásma. Trvale usedlé obyvatelstvo, které v důsledku svého povolání nebo výkonu zaměstnání překračovalo státní hranici, si muselo obstarávat „osvědčení pro překročení hranice”.
Po zřízení nového čsl. státu se na jihozápadní Moravě zhroutil za Rakouska-Uherska léty budovaný dopravní systém napojený na Dolní Rakousko. V roce 1920 si představitelé místních obcí vymohli u ředitelství pošt a ministerstva pro veřejné práce zavedení jednoho poštovního autobusu na trase Slavonice-Písečné-Dešná-Jemnice, který umožnil spojení se železniční dráhou Slavonice-Schwarzenau a Slavonice-Jihlava, dále pak s lokální dráhou Jemnice-Moravské Budějovice. Na přelomu let 1935/36 se budovaly silnice pro automobilovou a autobusovou dopravu na trase Znojmo-Slavonice. Autobusová linka ČSAD Znojmo-Štítary-Nový Bítov-Vranovská přehrada-Vysočany- Korolupy-Dešná-Písečné-Slavonice nahrazovala příhraniční linku přes Vranov, Frejštejn/Podhradí nad Dyjí a Vratěnín.
V roce 1936 započalo Zemské vojenské velitelství Brno na úseku III. sboru čs. armády pod velením div. gen. Antonína Hasala na jižní Moravě se stavbou lehkého opevnění, které se v září 1938 táhlo od Slavonic až po Břeclav. Mimo toho se budoval překážkový systém a železobetonové chaty pro posádky (kasárna). U Županovic se nacházela chata č. 2 pro 20 osob. V roce 1936 vybudovala místní Raiffeisenkasse Dešná a okolí s.r.o družstevní obilné silo/Getreidelagerhaus. Dne 29. května 1938 proběhly v obci poslední komunální volby před odstoupením pohraničí. V červnu 1938 se konala v Dešné dražba budovy a pozemků cihelny, které se zúčastnili brněnští zástupci Národní jednoty pro jihozápadní Moravu a zástupci místní německé Spořitelní a úvěrové záložny Raiffeisenkasse. Bývalá cihelna připadla Spořitelní a úvěrové záložně.

### Sčítání lidu
| Rok  | Celkem | Němci | Češi | Ostatní |
| ---- | ------ | ----- | ---- | ------- |
| 1880 | 356    | 320   | 30   | 6       |
| 1890 | 385    | 350   | 33   | 2       |
| 1900 | 395    | 360   | 30   | 5       |
| 1910 | 389    | 344   | 45   | 0       |
| 1921 | 428    | 324   | 91   | 13      |
| 1930 | 454    | 303   | 147  | 4       |

### Spolky

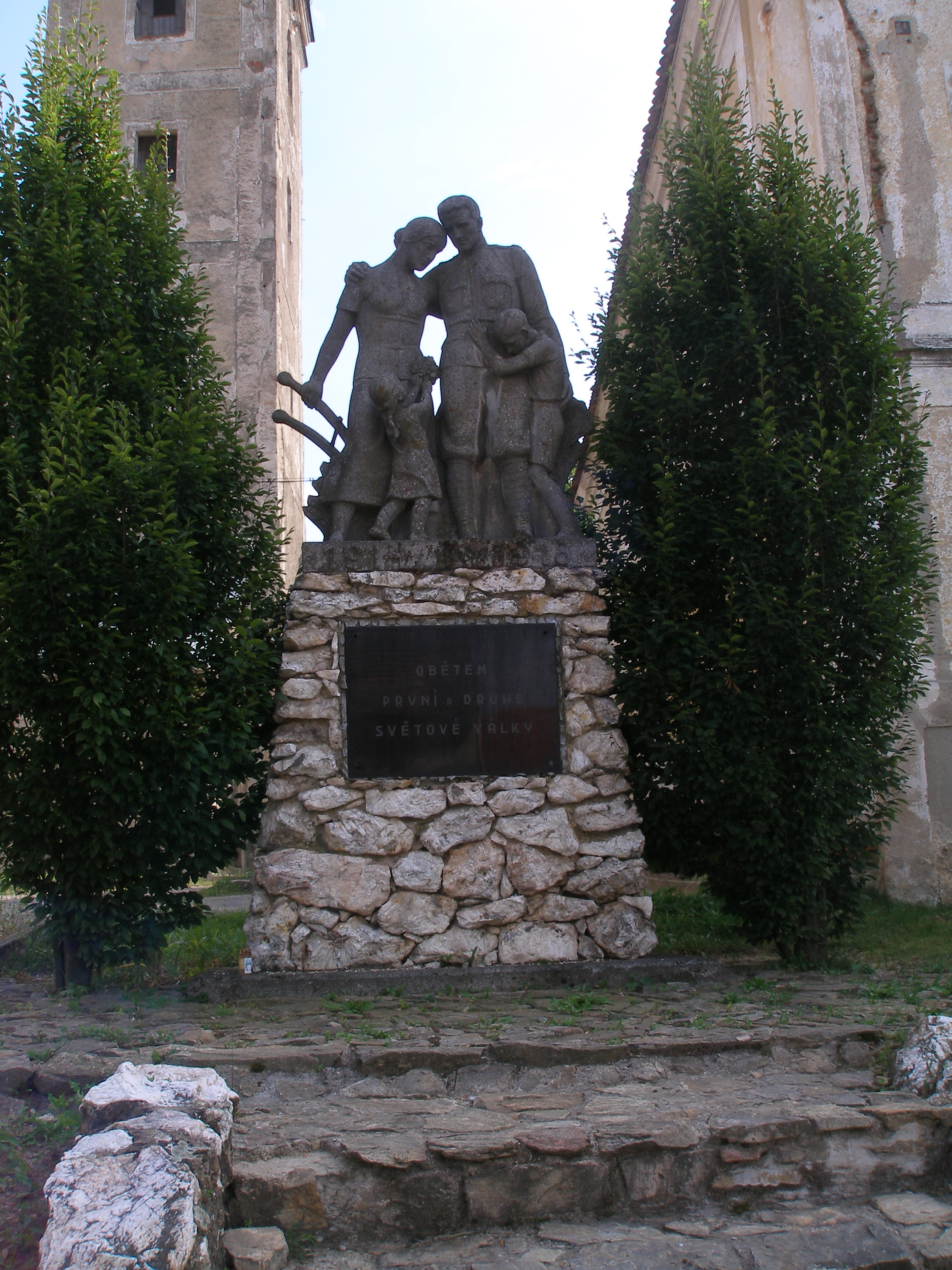
Dešná – pomník obětem druhé světové války

- 1896 Freiwillige Feuerwehr (FF), 8. okres Znojmo, 1926 nově zřízený okres Slavonice-Jemnice, do kterého přestoupily FF z okresu jihlavského (Staré Hobzí, Lidéřovice, Lipolec, Matějovec, Písečné, Český Rudolec, Stoječín, Stálkov, Cizkrajov, Bolíkov a Rancířov), z okresu znojemského (Dešná, Vratěnín a Lubnice) a z okresu vranovského Korolupy.[49]
- Deutscher Schulverein, po vzniku Československa Deutscher Kulturverband (DKV), od roku 1925 sídlo okresní pobočky DKV (župa rozdělená do okresů)
- 1889 Gesangverein Frohsinn[50]
- Deutscher Turnverband[51]
- Národní jednota pro jihozápadní Moravu[52]
- Bund der Deutschen, župa jižní Morava, okres Slavonice, vzhledem k tomu, že se v roce 1913 v Dešné rozpustila místní skupina „Bund der Deutschen in Südmähren”[53], nacházel se zbytek členské základny pod místním okrskem Županovice[54]

### Třetí říše
Po odstoupení německého pohraničí spadala Dešná pod říšskou župu Dolní Podunají, okres Waidhofen an der Thaya (okresní velení NSDAP: Wilhelm Hanisch). Soud se nacházel ve Slavonicích. Správní obec „Großgemeinde Döschen” tvořilo šest obcí. V Dešné fungoval poštovní úřad a matrika. Úřední kalendář z roku 1942 v obci uvádí 107 domácností, 422 obyvatel, z toho 198 mužů a 59 zemědělských závodů. Místní skupiny 23. okresu NSDAP se nacházely v obcích: Staré Hobzí/Althart, Český Rudolec/Böhmisch-Rudoletz, Dešná/Döschen, Lidéřovice/Lidhersch, Písečné/Piesling, Slavonice/Zlabings. Po odchodu českého faráře trvalo velmi dlouho než mohla být farnost obsazena. Nedělní mše sloužil farář z Rancířova. Fara sloužila také jako ubikace pro francouzské zajatce.

### Československá socialistická republika
Dekretem presidenta republiky ze dne 27. října 1945 o územní organisaci správy, vykonávané národními výbory došlo k obnovení země Moravskoslezské a správního okresu Dačice se soudními okresy Dačice, Slavonice, Telč a správního okresu Moravské Budějovic se soudními okresy Moravské Budějovice a Jemnice, jehož součástí se stala i obec Dešná. Od roku 1949 spadala obec na základě správní reformy z roku 1948 a vládního nařízení o územní organisaci okresů 3/1949 Sb. pod kraj Jihlavský, okres Dačice a soudní okres Jemnice. Po vyhlášení zákona č. 36/1960 Sb., o územním členění státu se stala Dešná součástí Jihočeského kraje a okresu Jindřichův Hradec. Pod Místní národní výbor v Dešné, který se ustanovil po správní komisi v roce 1945, byla v roce 1960 sloučena obec Dančovice (MNV 1945 - 1960) a roku 1976 obec Županovice (Obec Županovice podřízena od roku 1964 MNV ve Chvalkovicích).

#### Období 1945–1948
Přibližně měsíc po osvobození započal směrem od Slavonic partyzánský expediční oddíl plukovníka jezdectva Vladimíra Hobzy, jemuž byli nápomocni členové Národní stráže, která od 12. května obsazovala na jihozápadní Moravě četnické stanice, vysídlovat německé obce v soudním okrese Dačice a Jemnice. Z Dešné bylo odsunuto celkem 429 obyvatel, z toho dva muži přišli o život. Podle údajů na německé straně zde došlo také k popravě tří mužů z Vratěnína a jednoho z Mešovic. Většina odsunutého obyvatelstva žije ve spolkovém státě Německa Bádensko-Württembersko/Baden-Württemberg. Bezprostředně po odsunu se do obce stěhovalo české obyvatelstvo z okolních obcí. Osídlování měla zprvu na starost správní komise (předseda řídící učitel pan Kroutilík), která spolupracovala s národním výborem a lidovým soudem v Jemnici. V srpnu 1945 nastoupil na faru administrátor P. František Hamerský, po něm v lednu 1946 P. František Hrabal z Tvrdonic.

#### Období po únoru 1948
Po nástupu KSČ k moci byl i v Dešné proces socialistické kolektivizace v 60. letech dovršen, meze rozorány a dobytek ve společných stájích. Konfiskovaný majetek státní převzaly Československé státní statky (státní statek Dešná, dále Český Rudolec, Nová Bystřice) a majetek privátní byl v rukou JZD (např. JZD Lovčovice, JZD Menhartice, JZD Slavonice, JZD Písečné, atd.). Další léta na Moravsko-Budějovicku a Dačicku přinesla slučování družstevního majetku a státních statků (Československý státní statek Dešná). Při státním statku Dešná pracoval Závodní výbor (ZV) ROH. Státní statek, národní podnik Dačice pod sebe postupně začlenil státní statek Dešnou, státní statek Český Rudolec a neprosperující JZD Županovice (1950 - 1955 Jednotné zemědělské družstvo Županovice).
V roce 1967 vznikl v Moravských Budějovicích družstevní podnik pro živočišnou výrobu vajec (27 JZD), v letech 1969–1972 pak přibylo 5 dalších Společných družstevních podniků (SDP) pro výrobu vepřového masa (33 JZD) a v roce 1970 byla v Moravských Budějovicích uvedena do provozu farma slepic. To bylo také období budování velkovýkrmen, v Dešné mezi obcí a Rancířovem výstavba velkovýkrmny prasat (Farma Dešná). V roce 1972 se všech 102 existujících JZD (pod SDP) sloučilo do Společného zemědělského podniku (SZP) Moravské Budějovice. Agrochemický podnik (ACHP) z roku 1973 rozvážel vápenatá a průmyslová hnojiva, zajišťoval letecké přihnojování a tzv. práškování (chemickou ochranu rostlin). Výstavbu velkokapacitních staveb SZP mělo na starosti Zemědělské stavební středisko (ZSS). Státní statek Dačice (1963–1975) a Jaroměřice nad Rokytnou se věnoval semenářství, v roce 1973 byly Jaroměřice začleněny pod Semenářský státní statek Třebíč. a Státní statek n. p., Dačice (1976–1977).

## Dešná po roce 1989
Symboly obce (znak a prapor) vychází z historického základu obecní pečeti ze 70. let 18. století. Obecní samospráva je zastoupena jedenáctičlenným zastupitelstvem, finančním a kontrolním výborem. Obecní úřad zaměstnává samostatnou referentku matriky, účetní, obsluhu výtopny CZT a správce obecních lesů. V Základní malotřídní škole se vyučuje ve třech třídách. První třídu navštěvují žáci 1. a 2. ročníku, druhou třídu žáci 4. a 5. ročníku a třetí třídu žáci 3. ročníku. V budově školy se nachází školní družina a školní jídelna, která je součástí Základní školy a Mateřské školy Dešná. Mateřská škola je jednotřídní. Zájmová činnost je zastoupena fotbalovým mužstvem mužů a žáků, dále pak Sborem dobrovolných hasičů Dešná. Obecní knihovnu vede Miroslava Veselá.
V roce 2006 obec založila obchodní společnost Spobema Dešná, s.r.o., která se zabývá zemědělskou výrobou včetně hospodaření v lesích a na vodních plochách. Společnost vede prokurista Zdeněk Dohnal, jednateli jsou Milan Svoboda a Alois Adam. Obec provozuje také Informační středisko na využití biomasy. V obci působí firmy a živnostníci: Zemspol Dešná s.r.o. (od 21. listopadu 2008 Ing. Josef Kolář), Večerka Konig (König Vladimír), Potraviny Jednota, Česká hospoda (Ing. Adam Alois), Restaurace OAZA (Pažitková Petra), Masážní salón (Miluše Krátká) a Veterinární služba (MUDr. Štokr František). Ubytování v soukromí nabízí Martina Nikrmajerová, Marta Dvořáková a Jiří Šramota v Dančovicích (www.jiznibrana.cz). Další ubytování umožňuje obecní ubytovna. Celoročně jsou provozovány jezdecké stáje VALORY (Vladimír Vinklárek) a OS Jezdecká stáj Svoboda Dančovice.

### Zemspol Dešná s.r.o.
Do společnosti, jejíž zápis proběhl 1. května 1993, vstoupili zemědělci z okresů Znojmo, Třebíč, Jindřichův Hradec a Jihlava a koupili bývalý Společný zemědělský podnik, jehož členy se na Moravsko-Budějovicku v roce 1972 stalo všech 102 existujících JZD. Od roku 1997 na majetku společnosti Zemspol Dešná začala hospodařit akciová společnost Agrovýkup.

### Rhea Holding
Spojuje zemědělské společnosti: Zemědělské družstvo PETŘÍN, Uherčice AGRO, spol. s r.o., ZEMSPOL DEŠNÁ, s.r.o., O.K.V. Dešná, s.r.o., Martínkov, družstvo, FREDI, s.r.o., ZEMOS Lesná, spol. s r.o., Rybářství Velké Meziříčí, s.r.o., ZEOS Vesce, s.r.o., Zemědělské družstvo Jiřice u Miroslavi a Zemědělská společnost Vlasatice. Jedná se vesměs o firmy, které vznikly kolem roku 1993 z předchozích jednotných zemědělských družstev nebo privatizací státních statků. Majitelem firmy je Ing. Josef Kolář. Roční obrat firmy přesahuje miliardu korun. Rhea Holding obhospodařuje 16,5 tisíce hektarů zemědělské půdy, 800 hektarů rybníků a několik set hektarů lesa. Firmy Josefa Koláře dodávají ročně kolem devíti milionů litrů mléka, 1100 tun hovězího, 3800 tun vepřového a zhruba 7000 tun drůbežího masa.

### Rhea stav, s.r.o.
Firma vedená od roku 2003 u Krajského soudu v Českých Budějovicích má sídlo v Dešné na čp. 19. Od roku 2004 je jednatelem firmy Ing. Josef Kolář, společníkem firmy FREDI s.r.o. V roce 2003 se společnost zabývala pronájmem nemovitostí, bytů a nebytových prostor, od roku 2004, kdy se stal jednatelem Ing. Josef Kolář, přibyla činnost zemědělská, včetně prodeje nezpracovaných zemědělských výrobků, v roce stavební a projektová činnost a v roce 2017 výroba, instalace, opravy elektrických strojů a přístrojů, elektronických a telekomunikačních zařízení, dále pak nákladní přeprava zvířat nebo věcí provozovaná vozidly nebo jízdními soupravami o největší povolené hmotnosti přesahující 3,5 tuny.

## Členění obce

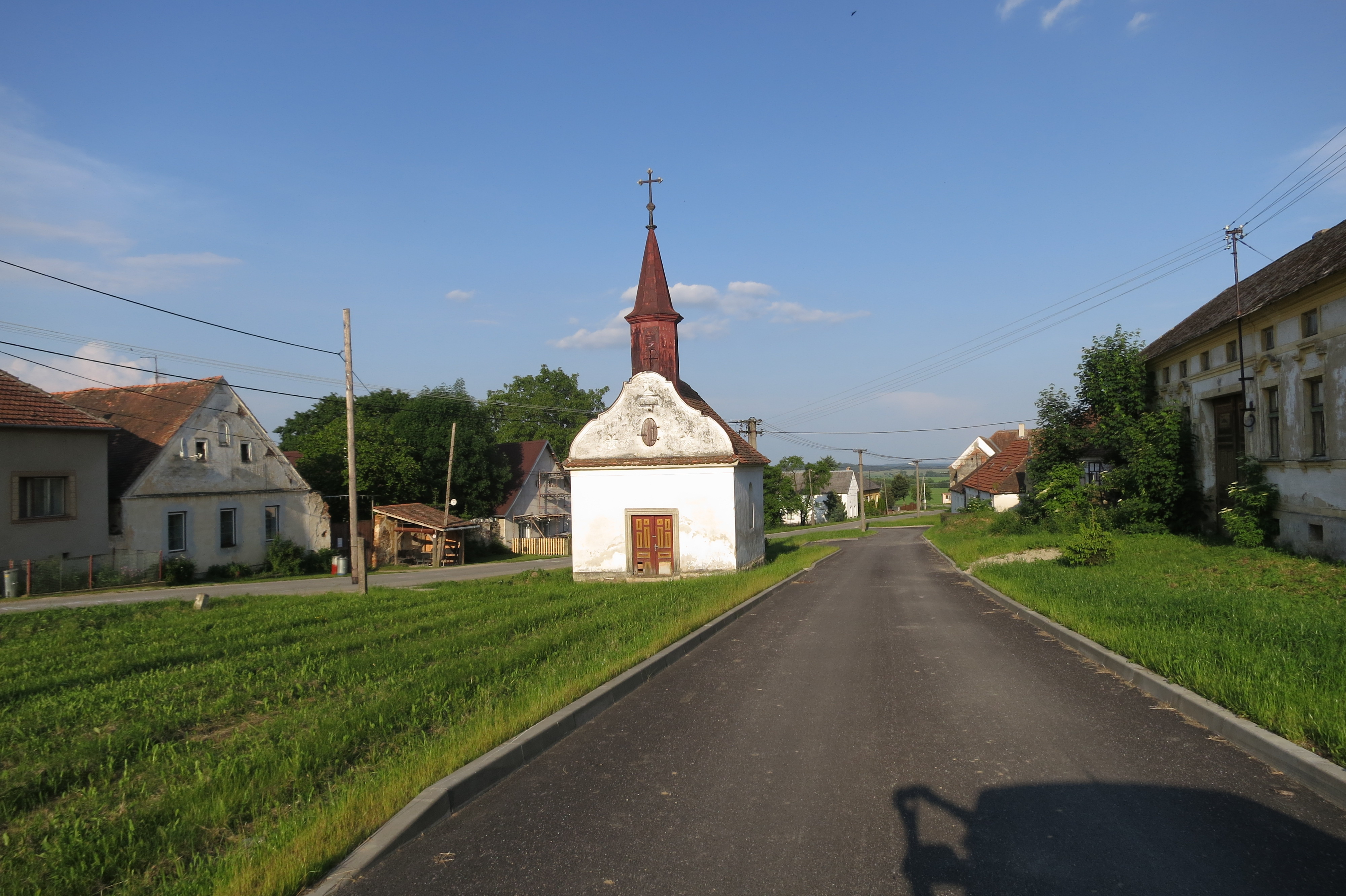
Chvalkovice – centrum obce

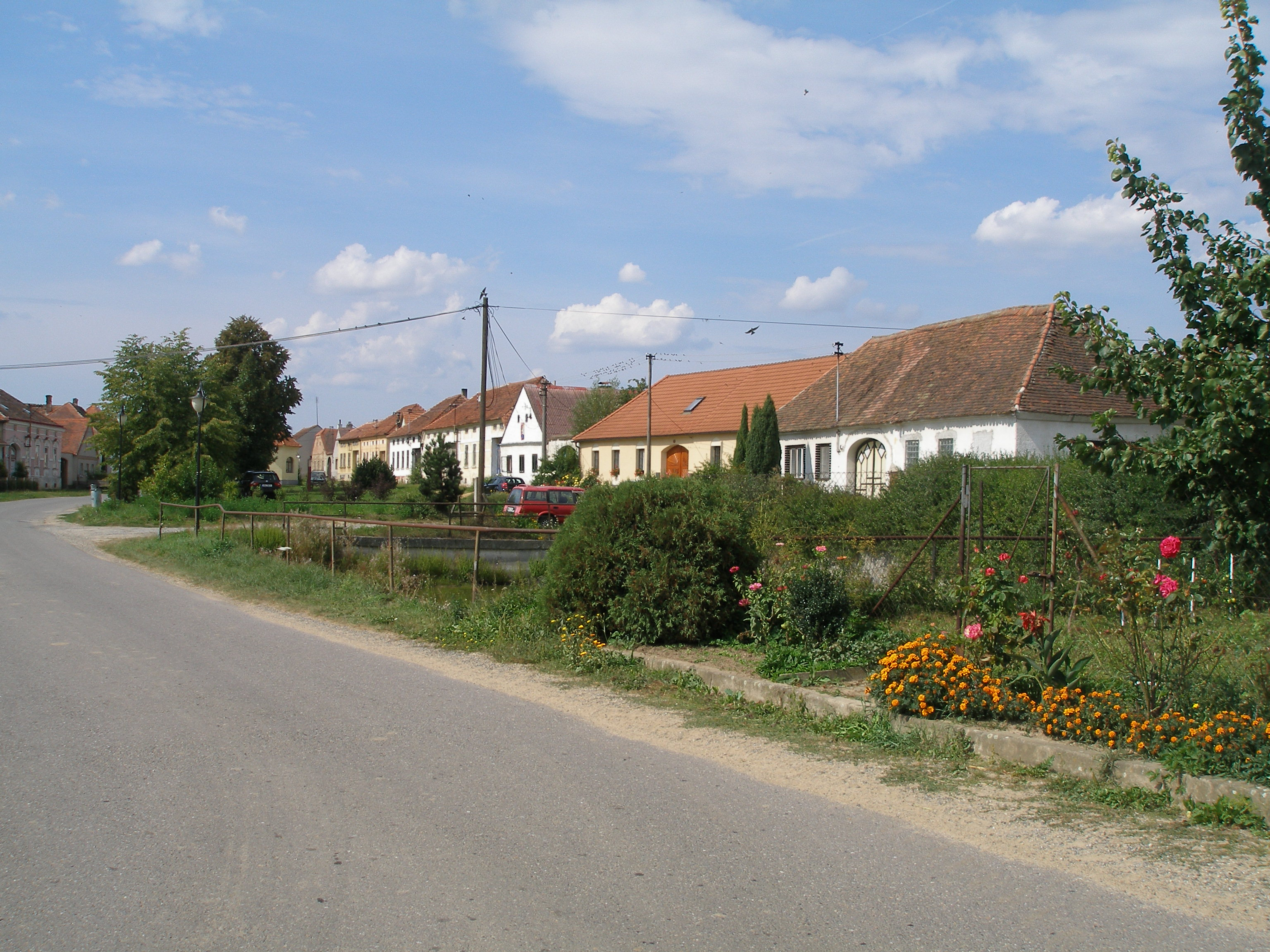
Dančovice – pohled z východní strany

Obec Dešná se skládá ze sedmi částí na sedmi katastrálních územích:
- Dešná (k. ú. Dešná u Dačic)
- Bělčovice (i název k. ú.)
- Dančovice (i název k. ú.)
- Hluboká (k. ú. Hluboká u Dačic)
- Chvalkovice (k. ú. Chvalkovice u Dešné)
- Plačovice (i název k. ú.)
- Rancířov (i název k. ú.)

## Pamětihodnosti
- Kostel Narození svatého Jana Křtitele
- Hřbitov
- Výklenková kaplička u silnice do Županovic
- Výklenková kaplička v lese u silnice do Rančířova
- Boží muka směrem na Chvalkovice
- Socha svatého Jana Nepomuckého
- Fara